# Galt Football Club
El Galt Football Club fue un equipo de fútbol de la ciudad de Cambridge, Ontario. El equipo se fundó entre 1881 o 1882, Galt ganó en 1901, 1902, y 1903 la Ontario Cup, pero su logro más importante fue la Medalla de oro en los Juegos Olímpicos de Saint Louis de 1904.  En 2004, en conmemoración de los 100 años del título olímpico, Galt Team fue incluido en el Canadian Soccer Hall of Fame.

## Historia
Formado en 1881 o en 82, Galt ha sido uno de los clubes de fútbol históricos en Canadá. En 1901 el equipo obtuvo la primera Ontario Cup. En 1904 Galt representó a Canadá en los Juegos Olímpicos de Saint Louis; El fútbol se había hecho un acontecimiento en la segunda olimpíada en París en 1900, pero solo como un deporte de demostración. En esta ocasión tres países fueron representados: Francia, Bélgica y el Reino Unido, con Upton Park F.C. que logró derrotar el 20 de septiembre a Londres Francais de París 4-0.
Para la Olimpiada de St. Louis, las dificultades de viajar largas distancias limitaron la competencia a dos países, Canadá y Estados Unidos. El juego coincidió con la Feria Mundial de St. Luis; con la mayoría de los eventos deportivos disputados a finales de agosto y septiembre. Sin embargo, los partidos de fútbol tuvieron lugar hasta el mes de noviembre.
Originalmente, de acuerdo con un informe publicado en un periódico de Galt, de la Universidad de Toronto, Winnipeg Shamrocks y Toronto Scots iban a intervenir, y se consideró probable que los Rangers de Berlín y Seaforth Hurons también participarían. Más tarde se dijo que los Rangers de Berlín dijeron que simplemente no podían pagar los 500 dólares que costaría el viaje. Por otra parte, la Universidad de Toronto, después de perder con Galt en Toronto el 5 de noviembre, y luego de un empate una semana después ante Galt, decidió que si no podía vencer a Galt en dos tries en Canadá, que no tenía sentido para hacer el viaje. Sin embargo, el Toronto Star publicó el 5 de noviembre de 1904, una lista de los jugadores del equipo universitario que iba a hacer el viaje a St. Louis, los jugadores, que si hubieran ido, posiblemente podrían haber hecho historia. Eran Robert, Dowling, Blackwood, Patten, Green, Foster, Slemin, Williams (Med.), McDonald, Phillips, Richardson, Williams (SPS) y Fowler. Es lamentable porque la competencia hubiera sido mucho más interesante con dos equipos canadienses. Ninguna mención se hizo aún más de los otros equipos o por qué no tomaron parte.
Galt fue miembro de la Asociación Occidental de Fútbol, que fue fundada en 1880 en Berlín (ahora Kitchener) y de la naciente Asociación de Fútbol de Liga Ontario, formada en 1901, con el apoyo y el estímulo de la WFA. Con jugadores experimentados, Galt tuvo poca dificultad en derrotar a los dos equipos de St. Louis en la competición. Mayor Munday de Galt hizo el viaje a St. Louis, junto con el equipo. Además, 50 seguidores viajaron a St. Louis en tren.
En el partido inaugural, Galt no tuvo problemas para vencer Christian Brothers College por 7-0. Después de 20 minutos para encontrar su juego, Galt anotó cuatro veces en los últimos 20 minutos de la primera mitad, y nunca miró hacia atrás. En el segundo juego, Galt dominó la primera mitad, pero no pudo encontrar un camino a través de la defensa St. Rose. Sin embargo, una charla táctica por el capitán John Gourlay en el medio tiempo consiguió motivar al equipo, y pasó a ganar 4-0. Cabe señalar que cada medio de los dos juegos duró sólo 30 minutos, no los estándares 45 minutos.

### Campeón de Canadá
A principios de 1900, no existía una Asociación Nacional de Fútbol en Canadá, y por lo tanto un campeonato nacional oficial. Sin embargo, eso no impidió que los equipos se enfrentaran para definir campeones nacionales. Galt lo hizo en 1905 en juego contra Montreal Westmount tanto en Montreal el 13 de junio y en Galt en
3 de julio. El juego en Montreal fue ganado por Galt 2-1, y el partido de vuelta por el mismo marcador.
| 13 de junio de 1905 | Westmount            | 1:2 | Galt Football Club | Montreal A.A.A. Grounds, Quebec |                          |
|                     | Goleador Desconocido |     | Salón Steep (2)    | Árbitro(s): Frank Calder        | Árbitro(s): Frank Calder |

| 3 de julio de 1905 | Galt Football Club | 2:1 | Westmount | Dickson Park, Galt        |                           |
|                    | Hall Steep         |     | Whiteside | Árbitro(s): James Bennett | Árbitro(s): James Bennett |

### El Tour Manitoba, 1903
En 1903, Galt realizó un viaje a Manitoba. Fueron 25 días, que incluyeron 17 juegos, Galt ganó 16 y empató 1. En aquella gira marcó 46 goles y recibió 2. Los jugadores que hicieron el viaje a Manitoba fueron: Ernest Linton, Ducker George, John B. Gourlay, Robert Lane, Albert Johnston, John A. Fraser, Frederick Steep, Tom S. Taylor, George Hancock, Deeton Harold, Hall y George West Eddie. El equipo fue dirigido por Louis B. Duff, y se llevaron Tom G. Elliott, después de convertirse en el presidente de la asociación canadiense de Ontario y después árbitro.
- 1 de julio Galt F.C. 4: 0 Owen Sound
- 4 de julio Galt F.C. 3: Fort William 0
- 6 de julio Galt F.C. 2: Winnipeg YMCA 0
- 7 de julio Galt F.C. Club 2: Winnipeg Bisontes 1
- 8 de julio Galt F.C. 2: Gretna 0
- 9 de julio Galt F.C. 4: Manitou 0
- 10 de julio Galt F.C. 5: Plum Coulee 0
- 11 de julio Galt F.C. Club 2: 1 Crystal City
- 13 de julio Galt F.C. 4: Pilot Mound 0
- 15 de julio Galt F.C. 4: 0 Deloraine
- 16 de julio Galt F.C. 1: 0 Hartney
- 17 de julio Galt F.C. 2: Brandon 0
- 18 de julio Galt F.C. 0: 0 Souris
- 20 de julio Galt F.C. 3: Gladstone 0
- 21 de julio Galt F.C. 3: Portage la Prairie 0
- 23 de julio Galt F.C. 1: Winnipeg tréboles 0
- 25 de julio Galt F.C. Club 4: Fort William 0

### Resultados en los Juegos Olímpicos
| 16 de noviembre de 1904 | Christian Brothers College | 0:7 | Galt Football Club                 | Francis Field, St. Louis         |                                  |
|                         |                            |     | Hall (3) Steep McDonald (2) Taylor | Árbitro(s): Paul McSweeney (USA) | Árbitro(s): Paul McSweeney (USA) |

| 17 de noviembre de 1904 | St. Rose | 0:4 | Galt Football Club          | Francis Field, St. Louis         |                                  |
|                         |          |     | Taylor (2) Henderson (a.g.) | Árbitro(s): Paul McSweeney (USA) | Árbitro(s): Paul McSweeney (USA) |

En diversos informes que aparecen después que Galt había ganado el torneo olímpico 1904, se dijo que los jugadores se presentaron con medallas olímpicas después de haber regresado a Galt. Sin embargo, un informe publicado en el Mail de Toronto y el Empire con fecha del 18 de noviembre de 1904, cuenta una historia diferente. "Inmediatamente después del partido, la agregación Galt, que suman cerca de 50 personas, se retiró a la oficina de James E. Sullivan, jefe del Departamento de Cultura Física, donde recibieron su premio. Después de una breve charla por el Sr. James A. Conlon del Departamento de Cultura Física, el alcalde Mundy de la Ciudad de Galt, entregó a cada jugador en el equipo ganador de la medalla de oro hermosa. Sr. Mundy, en nombre de los visitantes, expresó su agradecimiento por el buen trato que habían recibido, mientras que aquí, y en especial agradeció al Departamento de Cultura Física de la Feria Mundial por su gestión excelente".
Acompañando al equipo a St. Louis fueron: el alcalde Mark Munday, Director Louis Blake Duff y allegados al club George A. Graham, Hy. Dakin, A. McAuslan, Dr. Haas, Joshua Sauder, W. Ballantyne, S. Bruce, George Stevens, C. Proctor, George Bernhardt, Laing N., Bernhardt Irving, Martz J. Cole AE, Bell W., James Fraser, A. Willard, Radigan P. George y empinada. El 8 de agosto de 1907, se celebró un banquete en el Hotel Iroquois en Galt homenajeando a los que habían hecho el viaje a St. Louis.

### 1905 Juego Internacional
En 1905, un equipo amateur Inglés recorrió el este de Canadá y el este de Estados Unidos. Este equipo, conocido como The Pilgrims (los peregrinos), jugó en Galt el 17 de septiembre de 1905. El juego fue anunciado como para el Campeonato del Mundo, ya que se contó con los campeones olímpicos. El juego atrajo mucha atención, no sólo en Canadá, sino también en el norte de los EE. UU., y fue cubierto por una gran variedad de periódicos en Canadá. Trenes especiales llevaron aficionados de Hamilton y Toronto, y la multitud en Dickson Park Río Grande se estimó en 3500. El partido terminó en un empate 3-3. Menos de un año después del triunfo Galt en St. Louis, hubo nuevos nombres en la alineación, en particular James, John y James Brady y Finlayson. Dickson Park está todavía allí hoy.
| 17 de septiembre de 1905 | Galt Football Club | 3:3 | The Pilgrims | Dickson Park, Galt                                      |  |
|                          |                    |     |              | Asistencia: 3500 espectadores Árbitro(s): James Bennett |  |

## Palmarés

### Torneos Nacionales
- Canadian Championship: 1905
- Ontario Cup (3): 1901, 1902, 1903
- Campeonato de la Asociación de Fútbol Occidental (8): 1886, 1887, 1888, 1893, 1901, 1902, 1903 y 1904.

### Torneos Internacional
- Torneo de Exhibición JJ.OO.: Medalla de oro en Saint Louis de 1904

## Galería

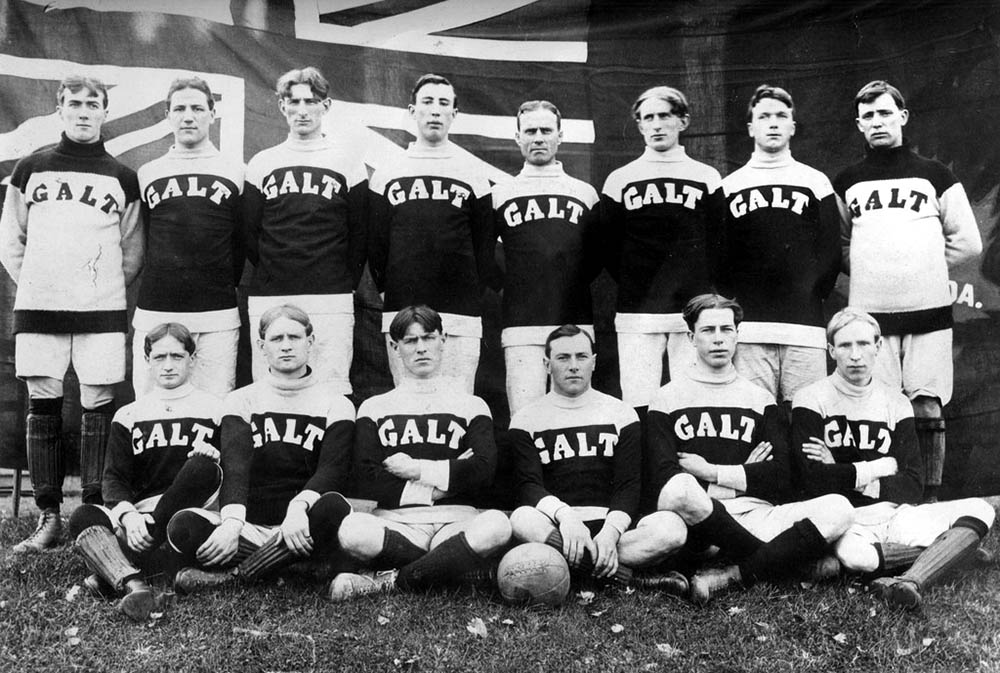
El Galt FC en 1904.